# 長谷川ロミ
長谷川 ロミ（Romi Hasegawa / はせがわ ろみ、1994年11月4日 - ）は、日本の演出家、監督、脚本家、絵本作家。株式会社ディトシティの代表取締役社長である。

## 略歴
- 鹿児島県鹿児島市出身。
- 現在は東京都を中心に活動を行っている。
- 2013年、カナダ・バンクーバーへ留学し、語学と映像制作を学ぶ。
- 2016年まで、女優として舞台やCM出演などの活動を行う。その後、株式会社POYL FiLMを立ち上げ、CMやMV映像の制作、ネット番組のプロデューサーを担当。
- 2017年3月〜2018年12月、飲食ができるミュージカル舞台「DRINCAL」（ドリンカル）の企画・演出を行う。単独公演のほか、飲食店での定期公演を開催。
- 2020年11月、バーティカルシネマアプリ「smash.」 配信された、縦型ドラマ「箱の中」にて脚本・編集監督を担当。
- 2021年には「マイノリティという言葉をなくす」というテーマを掲げ、株式会社ディトシティを立ち上げる。自身初となる絵本「DRIVIE どらいびー」を出版する。
- 2022年6月26日に「ちがい」をテーマにした絵本「One Big World ひとつの大きなせかい」を出版する。
- 2022年、短編映画『 Me and Her ワタシと彼女 』にて、脚本・監督・編集を務める。20分間セリフなしの作品で表情や感情、動きだけで表現した。本作は、Accolade Global Film Competitionにおいて、 監督部門、アジアン部門、ショートフィルム部門の3部門にて受賞する。

## 作品
- 舞台　「DRINCAL」（ドリンカル）（2017年-2018年）-　企画・演出
- バーティカルシネマアプリ「smash.」 縦型ドラマ　「箱の中」（2020年）-　脚本・編集監督
- 短編映画『 Me and Her ワタシと彼女 』(2023年公開予定)　-　脚本・監督・編集

## 書籍
- 「DRIVIE どらいびー」（2021年12月3日、株式会社ディトシティ出版）
- 「One Big World」(2022年6月26日、株式会社ディトシティ出版)

## 受賞歴
- 短編映画『 Me and Her ワタシと彼女 』
  - Accolade Global Film Competition - 監督部門、アジアン部門、ショートフィルム部門の3部門にてAward of Meritを受賞